# هاربر جنوب غربی، مین
هاربر جنوب غربی(به انگلیسی: Southwest Harbor) شهری در ایالت مین کشور ایالات متحده آمریکا است که جمعیت آن در سرشماری سال ۲۰۱۰ میلادی، ۷۲۰ نفر بوده‌است.